# Torquato Accetto
Torquato Accetto (Trani?, cap a 1590/1598 – Nàpols?, 1640) fou un obscur filòsof i escriptor napolità del Barroc, dedicat a funcions de secretari. Tot i que també va escriure un llibre de poesia, les Rime (1621 i 1638, edició ampliada), el seu text més conegut és el tractat de moral política La dissimulació honesta (Della dissimulazione onesta) (pòstum, 1641), redescobert al segle XX per Benedetto Croce.
Probablement era originari de Trani, i va viure a Àndria i a Nàpols on va estar vinculat a Giovanni Battista Manso, biògraf de Torquato Tasso i fundador de l'Accademia degli Oziosi.
La dissimulació honesta és una defensa de la prudència com a eina necessària de supervivència en política i en moral. Accetto es pregunta pel capteniment que ha de tenir un cortesà en un context de submissió política (en el seu cas la dominació espanyola). Considera la dissimulació, que es diferencia radicalment de la mentida o simulació, com l'únic mitjà adient per tal de mantenir els valors de l'humanisme en un context d'intolerància. Mentre la simulació és moralment inacceptable perquè amaga males intencions, la dissimulació és per a Accetto un joc de supervivència que s'ha de practicar amb mesura i intel·ligència, és a dir, honestament. En les seves pròpies paraules: «Dissimular no és fer res fals, sinó donar un repòs a la veritat per poder mostrar-la quan arribi l'hora». A diferència de Nicolau Maquiavel, que s'adreçava a les classes altes, el text d'Accetto, que professava idees republicanes, es dirigeix bàsicament al poble i presenta la dissimulació com un instrument de combat contra la tirania.
El llibre d'Accetto va ser traduït a l'holandès en el context de la guerra contra els espanyols, però fou ràpidament oblidat, potser per un abús d'erudició i de retòrica, fins que en el context de la lluita contra el feixisme fou recuperat pel filòsof i historiador Benedetto Croce. Des de llavors ha estat traduït al francès, al castellà i al català entre d'altres llengües.